# Bitwa pod Nebovidami
Bitwa pod Nebovidami – starcie zbrojne, które miało miejsce 6 stycznia 1422 roku podczas drugiej krucjaty w okresie wojen husyckich.
Wojska husyckie dowodzone przez Jana Žižkę zaskoczyły stojące w pobliżu wsi Nebovidy kilkutysięczne oddziały węgierskie. Wspierający Zygmunta Luksemburczyka Węgrzy, pomimo początkowego oporu nie zdołali uformować szyku i zostali rozbici, ponosząc przy tym ciężkie straty.